# Estación Guaycurú
Guaycurú era una estación de ferrocarril ubicada en las áreas rurales del departamento Vera, provincia de Santa Fe, Argentina

## Servicios
Era una de las estaciones intermedias del Ramal F del Ferrocarril General Belgrano.